# Fulù
Fulù (Fulu) è una serie a fumetti di Carlos Trillo e Eduardo Risso, pubblicata tra il 1988 e il 1991. Inizialmente in 5 volumi a colori per 240 tavole in totale, è un romanzo a fumetti dapprima pubblicato in Italia nella collana Euracomix è stata poi ripubblicata in versione integrale e in bianco e nero da 001 edizioni.

## Trama
XVII secolo, Costa d'Avorio. Fulù è una giovane donna africana rapita per essere deportata in Brasile come schiava. Bella e sensuale, Fulù possiede particolari poteri magici e mistici che gradualmente si rivelano in tutta la loro potenza e che hanno come scopo quello di realizzare il suo sogno: tornare nella terra che l'ha vista nascere.
Durante questo lungo viaggio come prigioniera e fuggitiva, Fulù può contare su Nder Saba, il suo spirito protettivo, che la sostiene e la guida proteggendola dalla lussuria degli uomini e dall’invidia delle donne, ma anche dalla paura, dal risentimento, dall'eccitazione, dalla vendetta. Fulù usa i suoi poteri e il suo corpo per stregare, controllare, disporre di coloro che la incontrano, il cui destino muta, a volte dando loro ciò che vogliono, a volte mostrando loro ciò che meritano. Una vasta galleria di personaggi, alcuni stereotipati, altri ricchi e interessanti, danno il loro contributo in modo unico, originale e inaspettato.

## Analisi dell'opera
Bella, sensuale, dagli strani poteri magici, mistici, che  svelandosi gradualmente scoprono tutta la loro forza primordiale incontenibile, simbolo del mistero stesso dell'esistenza. Molti tenteranno di possederla, molti verranno catturati e condotti alla rovina, ma Fulù è un inno alla libertà, alla forza femminile, al senso mistico dell’esistenza, alle forze misteriose che la guidano, su cui l’uomo vorrebbe avere dominio. 
L'inizio convenzionale della trama rivela presto la sua impronta fantastica, che ibrida archetipi e situazioni del romanzo d'appendice con elementi narrativi maturi, dove i machiavellici piani della bella schiava si ammantano sempre più di stregoneria tribale e visioni oniriche, fino al dichiarato deflagrare della magia, raccontata con la sfrontata naturalezza dei grandi romanzieri sudamericani. 
Una storia che va in un crescendo di dubbi, di intensità, di misteri, che Trillo sviluppa, dando al tono avventuroso iniziale anche un tono mistico e fantastico, tracciando allo stesso tempo un affresco crudo e violento della tratta degli schiavi. Il bianco e nero di Risso, appare nella sua purezza più intensa, un contrasto tra bianchi luminosi e neri profondi, attraverso il quale traccia personaggi, scenografie, oggetti di scena.
Un racconto formativo e avventuroso che nello stesso tempo diletta il lettore con fosche atmosfere noir. Lo spiazza con i suoi elementi soprannaturali ed etnici. Lo cattura e lo tiene prigioniero fino all'ultima pagina, grazie a caratterizzazioni vivaci, spesso grottesche, presentando una galleria di personaggi mai scontati e una protagonista imprevedibile dal carisma sconfinato.